# Guerra olandese-anseatica
La guerra olandese-anseatica (1438 - 1441) è stata un conflitto del Tardo Medioevo, che oppose la Lega anseatica alle contee d'Olanda e di Zelanda.

## Cause
Nel XIV e XV secolo i traffici marittimi nell'Europa settentrionale si trovavano saldamente nelle mani dei mercanti tedeschi delle città riunite nella Lega anseatica. Questa obbligava tra l'altro le navi di altri paesi a pagare forti pedaggi (come quello del Sound) e a sostare temporaneamente in città della Lega anseatica, per offrire le loro merci ai mercanti locali prima di raggiungere altri porti (ius emporii). Navigatori olandesi cercarono a più riprese di aggirare questi ostacoli, mettendo in discussione il monopolio anseatico.
Nel 1422 una squadriglia anseatica penetrò nell'Øresund e bloccò un pescatore di aringhe olandese, con la scusa che la nave sarebbe potuta essere requisita dalla flotta danese e utilizzata contro la Lega anseatica. Altre misure ostili seguirono negli anni seguenti. Nel 1436 la Lega anseatica proibì alle proprie navi di approdare nei porti olandesi. Furono intavolate trattative diplomatiche, che non portarono ad alcuna soluzione. Nel 1438 Filippo il Buono, duca di Borgogna e conte d'Olanda, autorizzò la guerra di corsa ai danni della contea di Holstein e la Lega anseatica, la quale per contro si preparò alla guerra.

## Svolgimento
L'Olanda e la Zelanda, due contee separate ma governate entrambe da Filippo il Buono attraverso un'unione personale, all'epoca non disponevano di una marina militare in grado di fronteggiare la Lega anseatica, per cui si limitò alla guerra di corsa. Nel 1438 da Rotterdam salpò una flotta di oltre cento navi corsare, guidate da Hendrik II van Borselen. Nei pressi di Brest i corsari catturarono un convoglio di navi prussiane e livoniane. Ciononostante soltanto le città anseatiche tedesche, in particolare Lubecca, avviarono azioni di guerra contro gli olandesi, mentre il resto della Lega rimase neutrale. I maggiori scontri si ebbero presso lo stretto dell'Øresund. Gli olandesi trovarono un sostenitore in Eric di Pomerania, che, dopo aver perduto la guerra dano - anseatica (1426 - 1435), cercava un modo per rifarsi e riconquistare il trono dei tre regni di Scandinavia. A favore della Lega anseatica si schierò invece il nipote e rivale al trono di Eric, Cristoforo di Baviera. Nel 1440 Cristoforo riuscì a farsi eleggere re di Danimarca e nel settembre del 1441, a Uppsala, fu incoronato re di Svezia. Fino al gennaio 1443 avrebbe ottenuto anche la corona di Norvegia e il titolo di archirex regni Daniae, unificando sotto il suo dominio la Scandinavia. Come la sua posizione si consolidava, Cristoforo si allontanava vieppiù dalla sua alleanza con la Lega anseatica.

## Esito
Nel 1441 fu firmata la pace di Copenhagen tra gli olandesi e la Lega anseatica, rappresentata dal membro del consiglio di Lubecca Johann Lüneburg. Gli olandesi si impegnarono a restituire le 23 navi catturate presso Brest e a risarcire i danni di guerra, oltre a pagare 5000 monete d'oro a Cristoforo di Baviera. Tuttavia la Lega anseatica ritirò le sue misure restrittive ai danni dei mercanti olandesi, perdendo di fatto la sua posizione di monopolio nel mar Baltico.